# Martin Zawieja
Martin Zawieja (* 31. Januar 1963 in Dortmund) ist ein ehemaliger deutscher Gewichtheber, der als Bundestrainer und Leiter einer Sportfördergruppe bei der Bundeswehr tätig war.

## Leben
Martin Zawieja war von 1983 bis 1992 Leistungssportler im Gewichtheben.
Er gewann bei den Olympischen Spielen 1988 Bronze im Superschwergewicht (über 110 kg). Im Jahr 1991 belegte er den 3. Platz bei der Weltmeisterschaft. In den Jahren 1984, 1990 und 1991 war er Deutscher Meister in seiner Disziplin.
Im Jahr 1993 studierte Martin Zawieja an der Trainerakademie in Köln und machte dort 1996 seinen Abschluss als Diplom-Trainer im Gewichtheben.
1997 und 1999 war er als Trainer Deutscher Meister mit dem AC Soest, von 2001 bis 2006 Junioren-Bundestrainer und von 2002 bis 2005 Bundestrainer der Frauen. In gleichem Zeitraum war er Bundeslehrwart im Bundesverband Deutscher Gewichtheber (BVDG).
Seit 1999 ist Martin Zawieja Dozent an der Trainerakademie Köln und seit 2008 Lehrwart im Gewichtheberverband Baden-Württemberg.
1994 wurde er zum stellv. Vorsitzenden im Beirat der Aktiven gewählt. Bis zum Jahr 2000 war er NOK-Präsidiumsmitglied und 1996 und 2000 Athletensprecher der deutschen Olympiamannschaft.
Martin Zawieja war Athletiktrainer der Handballnationalmannschaft im Zeitraum von 2011 bis 2014. Des Weiteren ist er verantwortlich für den Athletikbereich des männlichen Nachwuchses im Deutschen Handballbund. Seit 2006 fungiert Martin Zawieja als DFB-Langhantelexperte und betreut die U-Nationalmannschaften im männlichen Bereich. Seit 2010 ist er zusammen mit Christian Thomas erfolgreich mit "Langhantelathletik" unterwegs. Beide prägen die Inhalte des Langhanteltrainings in vielen Sportarten. In den letzten Jahren wurden der Langhanteltrainer in Deutschland, Schweiz und Österreich von den Langhantelexperten etabliert. Eine neue Initiative ist die Entwicklung des Langhanteltrainings in Irland und England. Hier bestehen bereits Kooperationen und Kontakte mit Setanta College und Arsenal London. Martin Zawieja ist verantwortlich für das Kraft- und Athletiktraining im österreichischen Ringsport Verband (ÖRSV). Derzeit betreut er verantwortlich die Athletik des HSC Coburg (2. Bundesliga Handball).
Für des Gewinn der Bronzemedaille bei den Olympischen Spielen 1988 wurde er – zusammen mit allen deutschen Medaillengewinnern – mit dem Silbernen Lorbeerblatt ausgezeichnet.

## Persönliche Bestleistungen
- Reißen: 182,5 kg in der Klasse über 110 kg bei den Weltmeisterschaften 1987 in Ostrava
- Stoßen: 232,5 kg in der Klasse über 110 kg bei den Olympischen Spielen 1988 in Seoul
- Zweikampf: 415,0 kg (182,5/232,5 kg) in der Klasse über 110 kg bei den Olympischen Spielen 1988 in Seoul

## Publikationen
- Leistungsreserve Hanteltraining, 2008 ISBN 978-3894171759
- "Kinder lernen Krafttraining", 2011
- "Die Athletik DVD", 2012
- "Kinder lernen Krafttraining, 2012
- "Krafttraining im Leistungssport, 2013